# Stanisław Papczyński
Jan Papczyński, in religione Stanislao di Gesù e Maria (Podegrodzie, 18 maggio 1631 – Góra Kalwaria, 17 settembre 1701), è stato un religioso polacco, fondatore della Congregazione dei chierici mariani. Beatificato nel 2007, è stato proclamato santo da papa Francesco nel 2016.

## Biografia
Jan Papczyński nasce il 18 maggio del 1631 nel villaggio di Podegrodzie (adesso conosciuto come Stary Sacz) da una famiglia di origini umili: ultimo di otto fratelli, il padre era il fabbro locale del villaggio ed occupava anche la posizione di Balivo.
Il 2 luglio del 1654, si unisce alla Congregazione dei Piaristi, da poco stabilitasi in Polonia, nel convento di Podoliniec, professando i voti solenni il 22 luglio del 1656. Viene ordinato sacerdote il 12 marzo del 1661. Lascerà posteriormente la congregazione l'11 dicembre del 1670 a causa di una situazione conflittuale con i superiori della Congregazione, e servirà come sacerdote diocesano per l'Arciconfraternita dell'Immacolata Concezione della Beata Vergine Maria nella chiesa di San Giacomo a Kazimierz, vicino a Cracovia.
Durante questo periodo scrive due libri: Orator crucifixus e Christus patiens. Nel fratemmpo matura l'idea di una nuova congregazione, che avesse come scopo diffondere la devozione a Maria sotto il titolo dell'Immacolata Concezione. Si unirono a lui tre nobili laici, e la neonata Congregazione dei chierici mariani ricevette la prima approvazione ecclesiastica il 24 ottobre 1673, e poi l'erezione canonica nel 1679 dal vescovo di Poznań.
Pochi mesi dopo l'emissione dei voti solenni avvenuta il 6 giugno 1701, Padre Papczyński morì di febbre il 17 settembre del 1701 con in mano il crocifisso.

## Culto
Venerabile dal 13 giugno 1992, la sua beatificazione, approvata da papa Benedetto XVI il 16 dicembre 2006, è stata celebrata a Licheń Stary dal cardinale Segretario di Stato Tarcisio Bertone il 16 settembre 2007, nel corso del suo viaggio di stato in Polonia. È stato canonizzato il 5 giugno 2016.
Memoria liturgica il 17 settembre.